# Satérol
De Satérol is een Nederlandse snack geproduceerd door snackfabrikant Mora. De vulling bestaat voornamelijk uit kippenvlees met een mengsel van satésaus gehuld in een geel/goudbruine flens en aan 'kopse' zijden extra gepaneerd. De snack is evenals de smulrol en de shoarmarol, eveneens geproduceerd door Mora verwant aan de loempia. De Satérol is alleen verkrijgbaar in snackbars, voorheen was deze ook in de supermarkt verkrijgbaar.